# La taberna errante
La taberna errante, más frecuentemente titulada en español La hostería volante, es una novela del escritor inglés G. K. Chesterton (1874-1936) publicada por primera vez en inglés en 1914. La acción se desarrolla en Inglaterra en algún futuro indefinido, aunque no alejado de la época del escritor, a juzgar por la descripción de la vida inglesa y de los acontecimientos políticos que menciona. Narra la aventura del capitán irlandés Patrick Dalroy y su amigo el tabernero Humphrey Pump, quienes recorren el país llevando el cartel de la taberna "El viejo navío", un barril de ron, un queso, y buscan sortear la prohibición de vender alcohol. Dicha prohibición ha sido impulsada por el parlamentario lord Philip Ivywood, quien intenta regenerar las costumbres del pueblo bajo la influencia de un exótico y delirante profeta musulmán. A lo largo de la novela se producen varios encuentros y desencuentros entre los fugitivos, que aprovechan los vericuetos de la ley, y sus perseguidores.